# Lễ hội chọi trâu Hải Lựu

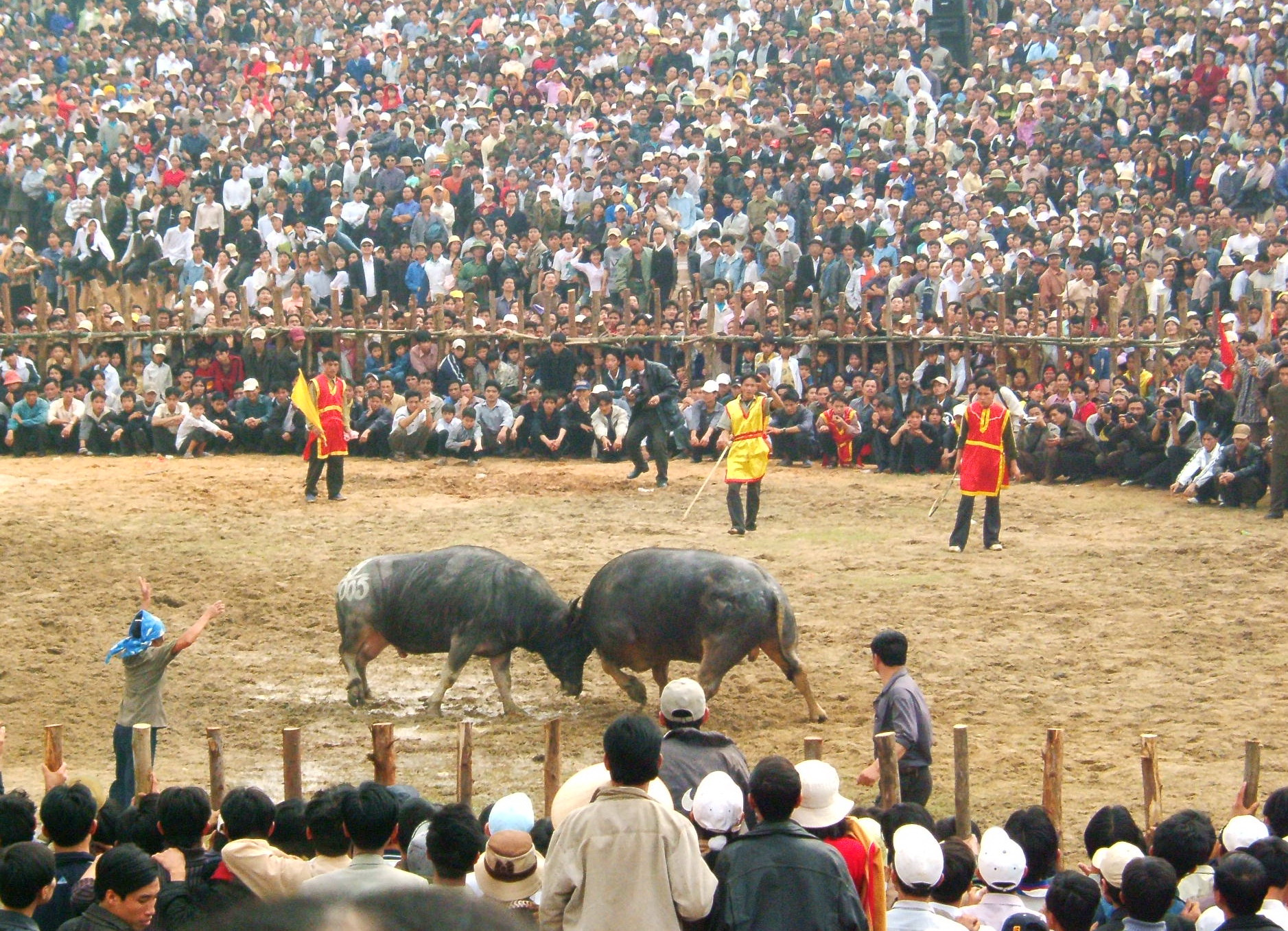
Quang cảnh một lễ hội chọi trâu ở xã Hải Lựu, huyện Sông Lô, tỉnh Vĩnh Phúc

Lễ hội chọi trâu Hải Lựu là một lễ hội chọi trâu diễn ra tại xã Hải Lựu, huyện Sông Lô (trước ngày 23/12/2008 thuộc huyện Lập Thạch), tỉnh Vĩnh
Phúc.

## Truyền thuyết
Lễ hội chọi trâu Hải Lựu là lễ hội chọi trâu cổ xưa nhất Việt Nam. Tương truyền, lễ hội này có từ thế kỷ 2 trước Công nguyên. Khi nhà Hán xâm lược nước Nam Việt, nhà Triệu tan rã, thừa tướng nước Nam Việt là Lữ Gia lui quân về vùng núi Hải Lựu, Sông Lô, Vĩnh Phúc để tổ chức đánh giặc. Sau mỗi trận thắng, Lữ Gia lại cho tổ chức chọi trâu để truyền cho quân sĩ tinh thần chiến đấu anh dũng, kiên cường, quả cảm như các đấu sĩ trâu. Trâu sau khi chọi đều được giết để khao quân. Sau khi Lữ Gia mất, dân làng Hải Lựu thờ làm thành hoàng làng và lễ hội chọi trâu cũng bắt đầu có từ đó.
Truyền rằng các quân được ăn thịt trâu chọi thân hình tráng kiệt sức khỏe hơn người chính vì thế mà người dân Hải Lựu luôn trụ vững trước quân xâm lược.

## Lễ hội
Có lẽ nét văn hoá độc đáo của chọi trâu Hải Lựu là khác với lễ hội chọi trâu ở nơi khác các trâu thường do các cá nhân hoặc các xã trong một huyện mua về chăm sóc nuôi dưỡng nhưng ở Hải Lựu các "đấu sĩ trâu" được các tập thể cùng tham gia nuôi dưỡng, huấn luyện (mỗi tập thể thường là các xóm, làng hoặc họ tộc...) đã gắn bó lâu đời với nhau
Từ năm 1947, do chiến tranh Đông Dương ác liệt và nhiều lý do khác, lễ hội chọi trâu này không được tổ chức, mãi tới năm 2002 mới được khôi phục trở lại. Từ năm 2004, lễ hội được tổ chức trong hai ngày 16-17 tháng giêng. Lễ hội năm 2004 là cuộc so tài của 24 "ông trâu" được chia thành 12 cặp đấu vòng loại, 12 trâu thắng sẽ tiếp tục tham gia vòng loại thứ hai, 6 trâu thắng sẽ tiếp tục tham gia vòng loại thứ ba, 3 trâu thắng ở vòng loại thứ ba đấu vòng tròn để tranh giải nhất nhì.